# 青春の影 (テレビドラマ)
『青春の影』はテレビ朝日系列で1994年7月4日から9月19日にかけて「月曜ドラマ・イン」枠で放送されたテレビドラマ。

## 概要
愛はなくても金はある青年と金がなくても愛がある青年の友情と、その周りを取り巻くティーンエイジャー達の青春物語。

## キャスト
- 天野直人：袴田吉彦

私立高校生。普段は同級生とコンビニにたむろし、難癖をつけてきた者を制裁したりする等、荒っぽい一面があるが、実は難病を抱えている。
- 内村巧：河相我聞

都立高校生。舞衣に好意を抱く。
- 天野舞衣：持田真樹

直人の妹で高校生。
- 菅野美紀：小松千春

直人の恋人。高校を中退しコンビニでバイト中。
- 内村瞳：藤田朋子

巧の姉。スーパー勤務。母亡き後、家事を担う。上司の大野と不倫している。
- 天野明子：中原理恵

直人と舞衣の母。忠直との離婚を考えているが、「舞衣が成人するまでは離婚しない」と忠直に言われる。
- 石田博史：内田大介

直人が率いるグループに所属する1人だったが、次第に行動がエスカレートしていく。
- 岡村翔太：高良陽一
- 宮家康夫：柏原崇
- 中川稔：本多良平
- 根本咲子：久野真紀子
- つるの剛士
- 大野三男：内藤剛志

スーパーの店長。瞳と不倫関係にある。
- 天野忠直：片岡鶴太郎

直人と舞衣の父。不動産会社社長で、いわゆる成金である。妻を亡くした後は家庭をほったらかしにしているため、家庭は崩壊寸前である。
- 内村雄二：前田吟

巧の父。証券会社の部長。職場の同僚が社内で「慶応会」というOB会（派閥）を作り、社内で疎外されている事から不満が募っている。かつて学生運動をしており大学を中退していることからか学歴コンプレックスがあり、巧に対し事あるごとに「いい大学に行け」と言う。

## 主題歌・挿入歌
- 「愛をくれよ」福山憲三（EMIミュージック・ジャパン）
  - 「あの頃の唄をもう一度」福山憲三（EMIミュージック・ジャパン）

## スタッフ
- 企画：田辺昭知
- 脚本：君塚良一
- プロデュース：田辺昭知、木村純一
- 演出：多田羅敬二、辻野正人
- 制作：テレビ朝日、T's Co.,ltd.

## サブタイトル
1. 超スゲェーやつと出会った　視聴率 10.4%
2. 秘密のクラブを知った　視聴率 8.4%
3. 甘い刺激・それがルールなの　視聴率 8.9%
4. 舞衣ちゃんと初めてのキス　視聴率 9.0%
5. フフ、友だちを怒らせると怖いよ　視聴率 7.7%
6. 騙された　視聴率 7.1%
7. 変な噂…　視聴率 7.3%
8. 警察が動き出した・それと…彼女がアブない　視聴率 7.8%
9. 裏切り者!君まで僕を…あいつは悪魔なんだ　視聴率 6.6%
10. すっげぇ惨めです…この夏で僕は終ります　視聴率 7.4%
11. サヨナラ愛する者の死…僕は忘れない　視聴率 8.2%

## ネット局
| 放送対象地域  | 放送局           | 系列           | 備考               |
| ------------- | ---------------- | -------------- | ------------------ |
| 関東広域圏    | テレビ朝日       | テレビ朝日系列 | 制作局             |
| 北海道        | 北海道テレビ     | テレビ朝日系列 |                    |
| 青森県        | 青森朝日放送     | テレビ朝日系列 |                    |
| 宮城県        | 東日本放送       | テレビ朝日系列 |                    |
| 秋田県        | 秋田朝日放送     | テレビ朝日系列 |                    |
| 山形県        | 山形テレビ       | テレビ朝日系列 |                    |
| 福島県        | 福島放送         | テレビ朝日系列 |                    |
| 新潟県        | 新潟テレビ21     | テレビ朝日系列 |                    |
| 長野県        | 長野朝日放送     | テレビ朝日系列 |                    |
| 静岡県        | 静岡朝日テレビ   | テレビ朝日系列 |                    |
| 石川県        | 北陸朝日放送     | テレビ朝日系列 |                    |
| 中京広域圏    | 名古屋テレビ     | テレビ朝日系列 |                    |
| 近畿広域圏    | 朝日放送         | テレビ朝日系列 | 現・朝日放送テレビ |
| 広島県        | 広島ホームテレビ | テレビ朝日系列 |                    |
| 山口県        | 山口朝日放送     | テレビ朝日系列 |                    |
| 香川県 岡山県 | 瀬戸内海放送     | テレビ朝日系列 |                    |
| 福岡県        | 九州朝日放送     | テレビ朝日系列 |                    |
| 長崎県        | 長崎文化放送     | テレビ朝日系列 |                    |
| 熊本県        | 熊本朝日放送     | テレビ朝日系列 |                    |
| 大分県        | 大分朝日放送     | テレビ朝日系列 |                    |
| 鹿児島県      | 鹿児島放送       | テレビ朝日系列 |                    |

## 備考
- 本作は月曜ドラマ・インの中では最も暗い内容の作品となっており、視聴率が伸び悩んだ。そのため、数年後に再放送が一度あったのみで、DVD等のソフト化もされていない。また、ドラマ放映時に君塚によってノベライズ本などの関連商品が双葉社から発売されたが、全て絶版となっている。
- 劇中では度々通行人に難癖を付けて暴力を振るうシーンがあったが、この頃はまだおやじ狩りという言葉は一般的に浸透しておらず、おやじ狩りが社会問題として扱われるようになるのは本作から数年後のことである。
- 演出を担当した辻野正人は、当時にっかつに所属していたが、懇意にしていた脚本家・プロデューサーの両沢和幸が本作品プロデューサーの先輩であった縁で、制作会社の異なる本作品に参加した[3]。